# داخل گلوی عمیق
داخل گلوی عمیق (انگلیسی: Inside Deep Throat) یک فیلم مستند دربارهٔ فیلم پورنوی «گلوی عمیق» است که در سال ۲۰۰۵ منتشر شد.

## بازیگران
- دنیس هاپر
- وارن بیتی
- کارل برنستین
- تونی بیل
- لی کرول
- جانی کارسون
- فرانسیس فورد کوپولا
- وس کریون
- جرارد دامیانو
- الن درشویتس
- اریک ادواردز
- لری فلینت
- هیو هفنر
- باب هوپ
- اریکا جونگ
- لیندا لاولیس
- بیل مار
- نورمن میلر
- کامیل پالیا
- اد پاورز
- هری ریمز
- جورجینا اسپلوین